# Thietmar (Prag)
Thietmar von Prag (auch: Dietmar; tschechisch: Dětmar; † 2. Januar 982 in Prag) war erster Bischof von Prag.

## Leben
Im Jahre 973 gelang es Fürst Boleslav II., in Prag einen Bischofssitz für Böhmen einzurichten. Zum ersten Bischof der neu errichteten Diözese bestimmte er Thietmar, einen sächsischen Mönch. Dieser kam aus einem Benediktinerkloster, wahrscheinlich aus Corvey, und hielt sich schon seit einiger Zeit in Prag auf. Er soll sprachgewandt und gebildet gewesen sein und beherrschte auch die Sprache der böhmischen Bevölkerung. Dies war nach kirchlichen Vorschriften für die Amtsübernahme notwendig. Die Versammlung der böhmischen Großen bestätigte die Wahl des Fürsten. Im Januar 976 wurde Thietmar im elsässischen Brumath von Mainzer Erzbischof Willigis geweiht.
Über seine Amtszeit sind wenige Einzelheiten bekannt. Cosmas von Prag berichtet nur ganz allgemein, dass Thietmar die christliche Lehre im Land verbreitete und festigte und für den Bau neuer Kirchen sorgte. In seiner Amtszeit wurde das erste Kloster in Böhmen gegründet, das Benediktinerkloster des Heiligen Georg auf der Prager Burg. Thietmars Tod überliefern Johannes Canaparius und Bruno von Querfurt, die Hagiographen seines Nachfolgers Adalbert.